# Эргич, Иван
И́ван Э́ргич (серб. Иван Ергић; 21 января 1981, Шибеник) — сербский футболист, полузащитник. Воспитанник Австралийского института спорта. Выступал за швейцарский клуб «Базель», неоднократный победитель чемпионата и кубка Швейцарии по футболу. В 2006 году играл в составе сборной Сербии и Черногории по футболу на чемпионате мира в Германии. В дальнейшем — игрок национальной сборной Сербии.

## Клубная карьера
Эргич родился на побережье Хорватии, в Шибенике, ещё до распада Югославии. Однако ещё будучи подростком в начале 1990-х он вместе с родителями эмигрировал в Австралию, подальше он войны на Балканах. Футболом Эргич начал заниматься в знаменитой австралийской спортивной академии — Австралийском институте спорта, из стен которого вышли многие известные игроки сборной Австралии, такие как Харри Кьюэлл, Марк Видука или Бретт Эмертон. После окончания академии Эргич подписал контракт со своим первым клубом — «Перт Глори». В его цветах футболист дебютировал в 1999 году и сразу же стал игроком основного состава своей команды. В регулярном чемпионате Национальной футбольной лиги Австралии (NSL) «Перт Глори» занял первое место, а в серии плей-офф дошёл до финала, где по пенальти уступил клубу «Уоллонгонг Вулвз». В том сезоне Иван сыграл 23 матча и забил 10 мячей.
По завершении сезона в Австралии, летом 2000 года Эргич уехал в Европу и перешёл в туринский «Ювентус». Не имея больших шансов заиграть в основном составе итальянской команды, он был отдан в аренду в швейцарский клуб «Базель». На протяжении целого сезона он находился в запасе и выходил на замену Хакану Якину, Марио Канталуппи или Беньямину Хуггелю, но несмотря на это появлялся на поле в 22 матчах и забил 1 гол в швейцарском чемпионате. Чемпионом страны стал «Лугано», а «Базель» занял лишь 5-е место. Однако, тренеры «Базеля» были довольны игрой Эргича и решили дать ему шанс в следующих сезонах, выкупив его контракт за 1,6 миллиона швейцарских франков. В следующем сезоне он был основным игроком команды и забил в играх за «Базель» 8 мячей в 33 матчах, что помогло клубу победить в чемпионате и кубке Швейцарии. В сезоне 2002/03 Эргич вновь выиграл вместе с клубом национальный кубок, а в чемпионате стал вторым призёром, пропустив вперед «Грассхоппер». В том сезоне футболист сыграл 13 матчей, пропустив часть сезона из-за травмы. Следующий сезон стал худшим в карьере игрока — он вышел на поле только в одном матче (позволившем тем не менее Эргичу получить вместе с одноклубниками очередное звание чемпиона страны) и пережил сильную депрессию, проходил курс лечения в психиатрической клинике в Базеле. Тогда казалось, что продолжение его карьеры находится под большим вопросом. Клуб, однако, не расторг с ним контракт; поправившись, Эргич уже в сезоне 2004/05 смог выйти на поле, сыграв в 10 матчах, а «Базель» снова стал лучшей командой Швейцарии. В сезоне 2005/06 Эргич набрал прежнюю форму и вновь стал играть на высоком уровне. «Базель» стал вице-чемпионом, а Эргич занёс в свой актив 4 гола в 31 матче лиги.
После ухода из «Базеля» в 2006 году Паскаля Цубербюллера, Эргич стал капитаном команды, а в 2008 году он передал капитанскому повязку своему партнеру по команде Франко Костанцо.

## Карьера в сборной
Эргич имеет двойное гражданство — сербское и австралийское. В своё время он предпочел выступать за сборную страны своего происхождения. Он был назван тренером Илией Петковичем в числе 23 футболистов, готовившихся к участию в чемпионате мира в Германии, не сыграв до того ни одного матча за сборную. Его дебют в сборной Сербии и Черногории состоялся только в последнем тренировочном матче перед турниром — со сборной Уругвая (1:1). В финальном турнире он провел на поле 2 игры, в том числе вышел на замену в проигранном с разгромным счетом 0:6 матче против сборной Аргентины и провел 90 минут в матче с командой Кот-д’Ивуара. Сборная выступила на турнире очень слабо, не набрав ни одного очка и не выйдя из группы. После этой неудачи у команды сменился тренер, новым наставником стал испанец Хавьер Клементе, который решил не вызывать Эргича на отборочные игры чемпионата Европы 2008 года. После продолжительного перерыва Эргич вернулся в сборную Сербии осенью 2008 года.

## Достижения
Перт Глори
- Победитель регулярного чемпионата Австралии (NSL) и финалист плей-офф NSL: 2000 («Перт Глори»)

Базель
- Чемпион Швейцарии (4): 2002, 2004, 2005, 2008 («Базель»)
- Обладатель Кубка Швейцарии (4): 2002, 2003, 2007, 2008
- Обладатель кубка Uhrencup (3): 2003, 2006, 2008